# Авангард (Монастирище)
Футбольний клуб «Авангард» (Монастирище) — український аматорський футбольний клуб з Монастирища Черкаської області, заснований у 1970-х роках як «Машинобудівник». Виступає у Чемпіонаті та Кубку Черкаської області. Домашні матчі приймає на однойменному стадіоні.
У 1979 році перейменований на «Авангард».
Колишній учасник Кубка України серед аматорів та Чемпіонату України з футзалу.

## Досягнення
- Чемпіонат Черкаської області
  - Срібний призер: 2006
- Кубок Черкаської області
  - Володар: 2006
- Кубок України серед аматорів
  - 1/8 фіналу: 2006.